# Cancelloxus longior
Cancelloxus longior är en fiskart som beskrevs av Prochazka och Griffiths, 1991. Cancelloxus longior ingår i släktet Cancelloxus och familjen Clinidae. Inga underarter finns listade.